# Giovanni d'Auxonne
Giovanni d'Auxonne o Giovanni di Chalon detto il vecchio o il saggio, Jean in francese, Joan in catalano e Johannes in latino (1190 – 30 agosto 1267) Conte di Chalon, dal 1227 al 1237 e signore di Salins, dal 1237 alla morte.

## Origine
Secondo la Histoire de Chalon-sur-Saône, Giovanni era il figlio primogenito del conte d’Auxonne, Stefano III e della sua prima moglie, la Contessa di Chalon, Beatrice, che, sia secondo l'Histoire de Chalon-sur-Saône, che la Histoire civile et ecclésiastique, ancienne et moderne de la ville et cité de Chalon-sur-Saône. Tome 2, era l'unica figlia del Conte di Chalon, Guglielmo III e della moglie, di cui non conosciamo né il nome né gli ascendenti.

Secondo la Chronica Albrici Monachi Trium Fontium, Sterfano III d'Auxonne era il figlio del conte d’Auxonne, Sterfano II e della moglie, Giuditta († 1173 circa), che, ancora secondo la Chronica Albrici Monachi Trium Fontium, era figlia del Duca di Lorena, Mattia I e della moglie, Berta di Hohenstaufen.

## Biografia
Secondo la Histoire de Chalon-sur-Saône, suo nonno, Guglielmo III, nel 1190, al seguito del re di Francia, Filippo Augusto, prese parte alla terza crociata.

Suo nonno, Guglielmo III, rientrò in Borgogna, dove, secondo sia la Histoire de Chalon-sur-Saône du VIIIème au XIIIème, che LES COMTES DE CHALON-SUR-SAONE, dopo aver abdicato a favore di sua madre, Beatrice, si ritirò nel convento di Cluny e si fece monaco.
Dopo il 1197 (in quella data Beatrice e Stefano risultano ancora sposati), i suoi genitori, Beatrice e Stefano, divorziarono riconoscendo come legittimi i propri figli, e prima del 1200, sua madre, Beatrice, si era risposata, in seconde nozze con Guglielmo III di Barres, signore di Oissery, come confermano anche le Europäische Stammtafeln, vol XIII, capitolo 34 (non consultate), mentre suo padre, Stefano si era risposato in seconde nozze, con Blandina di Cicon, come risulta dalla lettera n° 93 della corrispondenza di Beatrice, contessa di Chalon.
Suo nonno, Guglielmo III morì nel 1203 e, nel titolo gli succedette l'unica figlia, sua madre, Beatrice, che già governava la contea.
Nel 1209, Giovanni, assieme al padre, Stefano fece una donazione all'abbazia di Charlieu, come ci conferma la Histoire généalogique des sires de Salins au comté de Bourgogne. Tome 1.
Tra il 1213 ed il 1214, Giovanni, lo troviamo citato con la madre, Beatrice (Beatrici, comitisse Cabillonensi) come figlio della contessa di Chalon (Johannes, filius comitisse Cabillonensis), in due documenti del Recueil des Chartes de Cluny, tomus 6:
- il n° 4476[14]
- il n° 4487[15].

Sua madre, Beatrice viene citata ancora nelle Preuves de l'Histoire généalogique de la maison de Vergy, negli anni 1221 e 1223 e poi ancora nell'anno 1225.

La Chronica Albrici Monachi Trium Fontium, cita Giovanni (Iohanne Cabilonensi filio comitis Stephani), in occasione della cattura del conte di Barres e signore di Oissery, Guglielmo II, fatta da Giovanni.
Secondo gli Obituaires de Lyon II, Diocèse de Chalon-sur-Saône, Eglise cathédrale Saint-Vincent, Beatrice morì il 7 aprile 1227, come confermano sia la Histoire de Chalon-sur-Saône, che le Preuves de l'Histoire généalogique de la maison de Vergy e fu sepolta nell'Abbazia di La Ferté a Saint-Ambreuil.
Giovanni, figlio di primo letto, che già da alcuni anni l'aveva affiancata nel governo della contea, le succedette.
Secondo la Histoire de Chalon-sur-Saône, Giovanni ebbe un contenzioso inerente a una somma di denaro che avrebbe dovuto ricevere dall'abbazia di Cluny, ma che secondo l'abate di Cluny, era già stata devoluta a sua madre, Beatrice; infine pervennero ad una transazione: Cluny pagò una parte dell'intera somma
Il documento n° 47 del Essai historique sur l'abbaye de Saint-Martin d'Autun de l'ordre de Saint-Benoît. vol. 2, inerente a un accordo con l'abbazia di Saint-Martin d'Autun, cita Giovanni col titolo di conte di Chalon (Johannes comes Cabilonensis).
Nel 1237, Giovanni cedette al duca di Borgogna, Ugo IV la Contea di Chalon in cambio della signoria di Salins, come viene riportato nelle Preuves de l'Histoire généalogique de la maison de Vergy.
In quello stesso anno, Giovanni redasse i suoi documenti col titolo di conte di Borgogna e signore di Salins (Joannes comes Burgundiæ et dominus Salinensis), come ci conferma le Preuves de l'Histoire généalogique des sires de Salins au comté de Bourgogne. Tome 1.

Comunque, anche dopo lo scambio dei domini, secondo Une forme de territorialisation du pouvoir, il potere di Giovanni, in Borgogna, rimase notevole, come si può vedere dai territori da lui governati.
Nell'agosto del 1245, ancora secondo le Preuves de l'Histoire généalogique des sires de Salins au comté de Bourgogne. Tome 1, Giovanni (Joannes comes Burgundiæ dominus Salinensis) fece una donazione all'Abbazia di La Charité-sur-Loire, col consenso della seconda moglie, Elisabetta ed i figli di primo letto, Ugo, Giovanni e Roberto (uxoris nostræ Elizabeth et filiorum meorum Hugonis, Joannis et Roberti).
Secondo il documento n° XXVII delle Mémoires et documents inédits pour servir à l'histoire de la Franche-Comté, Giovanni (Iehanz cuens de Bourgoigne et sires de Salins), nel dicembre del 1250, cedette al figlio, Ugo, e alla nuora, Alice di Merania (Hugom conte palazin de Borguoigne nostre fil et à dame Alis noble contesse palazine de Borguoigne sa feme) i suoi diritti sulla cittadina di Grozon (à Grosom).
Tra il 1260 ed il 1263, ancora secondo le Preuves de l'Histoire généalogique des sires de Salins au comté de Bourgogne. Tome 1, Giovanni spartì i suoi territori tra i vari figli, come ci viene confermato da tre diversi documenti.

L'ultima spartizione, del 1263, viene riportata anche dal Cartulaire de Hugues de Chalon (1220-1319), documento n° 530.
Giovanni morì il 30 agosto 1267, come viene riportato nei diversi estratti di necrologi de l'Histoire généalogique des sires de Salins au comté de Bourgogne. Tome 1.

I titoli di conte di Borgogna e signore di Salins, erano passati al figlio primogenito, Ugo, nel 1263.

## Matrimoni e discendenza
Giovanni, nel gennaio 1214 aveva sposato Matilde di Borgogna († 1242), figlia del duca di Borgogna e delfino consorte del Viennois, Ugo III, e della sua seconda moglie, Beatrice di Albon, come ci viene confermato dalla Histoire généalogique et chronologique de la maison royale de France, Tome 1 e dalla Chronica Albrici Monachi Trium Fontium, della sua seconda moglie, Beatrice di Albon (1161 - 1228), delfina del Viennois.

Matilde viene citata in un documento delle Preuves de l'Histoire généalogique des sires de Salins au comté de Bourgogne. Tome 1, come sorella (sorellastra) del duca di Borgogna, Oddone III (Odo dux Burgundie...dedit mihi...in maritagio Mathildis sororis) e ricordata come prima moglie di Giovanni (Mahaut nostre premiere fame) nel documento n° 507 del Cartulaire de Hugues de Chalon (1220-1319).

Giovanni da Matilde aveva avuto sei figli:
- Ugo (* 1220; † 1266), Signore di Salins, e conte di Borgogna[26]
- Elisabetta († 31. Marzo 1277), citata, col marito, Enrico, conte di Vienne, nella lettera n° 41 della corrispondenza di Beatrice, contessa di Chalon[36]
- Margherita († 1262 circa), sposata prima a Enrico di Brienne, e poi, nel 1252, a Guglielmo I di Courtenay
- Roberto († dopo il 1250), citato coi fratelli in un documento delle Preuves de l'Histoire généalogique des sires de Salins au comté de Bourgogne. Tome 1[25]
- Giovanni († 1260 circa), signore di Marigna-sur-Valouse, citato coi fratelli in un documento delle Preuves de l'Histoire généalogique des sires de Salins au comté de Bourgogne. Tome 1[25]
- Giovanna († 1265/68), sposata a Giovanni di Cuiseaux

Giovanni, tra il 1242 ed il 1243 aveva sposato, in seconde nozze, Isabella di Courtenay († 22. Settembre 1257), figlia di Roberto di Courtenay. Il matrimonio viene confermato da un documento delle Preuves de l'Histoire généalogique des sires de Salins au comté de Bourgogne. Tome 1, in cui Giovanni cita Elisabetta come moglie (uxoris nostræ Elizabeth) e viene ricordata come seconda moglie di Giovanni (la contesse Ysabel, nostre seconde fame) nel documento n° 507 del Cartulaire de Hugues de Chalon (1220-1319); anche Elisabetta era al suo secondo matrimonio, era vedova di Rinaldo III di Montfaucon (Ysabellis quæ fuit uxor nobilis quondam viri Reginaldi de Montefalconis iuvenis defuncti), come risulta dalla lettera n° 18 della corrispondenza di Beatrice, contessa di Chalon. La morte di Isabella viene ricordata nel documento n° 49 della corrispondenza di Beatrice, contessa di Chalon.

Giovanni da Isabella aveva avuto sei figli:
- Giovanni (1243 - † 1309 circa), signore di Rochefort e Châtelbelin, dal 1276 conte di Auxerre, e dal 1292 conte di Tonnerre, citato nel documento n° 530 del Cartulaire de Hugues de Chalon (1220-1319), inerente all'ultima spartizione della signoria, del 1263[28], che aveva sposato, in prime nozze, Elisabetta, figlia del Duca di Lorena, Mattia II, come ci conferma il documento n° 489 del Cartulaire de Hugues de Chalon (1220-1319)[39], poi in seconde nozze, Alice di Borgogna e, in terze nozze, Marguerite de Beaujeu;
- Matilde, suora a Sauvement;
- Stefano († 1302), signore di Bouvres, citato nel documento n° 530 del Cartulaire de Hugues de Chalon (1220-1319), inerente all'ultima spartizione della signoria, del 1263[28], che sposò Giovanna di Vignory, figlia unica del signore di Vignory, Gualtiero II;
- Pietro († 1273 circa), signore Châtelbelin, citato nel documento n° 530 del Cartulaire de Hugues de Chalon (1220-1319), inerente all'ultima spartizione della signoria, del 1263[28], che, nel 1258, sposò Beatrice figlia del conte Amedeo IV di Savoia[40];
- Bianca († 1303 circa), citata nel documento n° 530 del Cartulaire de Hugues de Chalon (1220-1319), inerente all'ultima spartizione della signoria, del 1263[28] che, nel 1260, sposò Guiscardo, signore di Beaujeu,
- Guglielmina, nel 1261 Badessa a Battaut, Badessa a Château-Chalon

Giovanni, infine, nel 1258, sposò, in terze nozze, Laura di Commercy († 5. Ottobre 1275), figlia di Simone II di Commercy; infatti viene ricordata come terza moglie di Giovanni (dame Lore, nostre tierce femme) nel documento n° 507 del Cartulaire de Hugues de Chalon (1220-1319), e nel 1266, ricevette dal marito, Giovanni, la signoria di Cernans, come da documento n° 506 del Cartulaire de Hugues de Chalon (1220-1319). Nel 1274, Laura venne citata insieme al figlio Giovanni (Lore ça en arrières feme du noble baron Jehan conte de Borgoigne et seigneur de Salins et Jehan fliz dudit conte et de ladite Lore) nel documento n° CCLVIII delle Mémoires et documents inédits pour servir à l'histoire de la Franche-Comté. La morte di Isabella viene ricordata nel documento n° 49 della corrispondenza di Beatrice, contessa di Chalon.

Giovanni da Laura aveva avuto quattro figli:
- Giovanni († 1315), signore di Arlay, citato nel documento n° 530 del Cartulaire de Hugues de Chalon (1220-1319), inerente all'ultima spartizione della signoria, del 1263[28], che, nel 1272, sposò Margherita di Borgogna, figlia del Duca di Borgogna e re titolare di Tessalonica, Ugo IV, come ci viene confermato dalla Histoire généalogique des ducs de Bourgogne de la maison de France[43]
- Ugo il Sordo († 1319), arcidiacono a Laon, dal 1296 Vescovo di Liegi, e dal 1302 arcivescovo di Besançon, come ci viene confermato dal documento n° 518 del Cartulaire de Hugues de Chalon (1220-1319)[44];
- Margherita († 1328), signora di Montréal, citata nel documento n° 507 del Cartulaire de Hugues de Chalon (1220-1319)[34]; sposata a Ugo di Borgogna, signore di Villaines-en-Duesmois, († 1288) (Casata di Borgogna)
- Agnese († 1350); sposata a Amedeo II, Conte di Ginevra († 1308), come da Le Grand dictionnaire historique, Volume 5[45].

## Ascendenza
|                         |                        |                       | Genitori              |  |  | Nonni |  |  | Bisnonni                 |  |  | Trisnonni          |  |
|                         |                        |                       |                       |  |  |       |  |  | Guglielmo IV di Borgogna |  |  | Stefano I di Mâcon |  |
|                         |                        |                       |                       |  |  |       |  |  | Guglielmo IV di Borgogna |  |  | Stefano I di Mâcon |  |
|                         |                        | Beatrice di Lorena    |                       |  |  |       |  |  | Guglielmo IV di Borgogna |  |  |                    |  |
| Stefano II di Auxonne   |                        |                       |                       |  |  |       |  |  | Guglielmo IV di Borgogna |  |  |                    |  |
|                         |                        | Alice di Traves       | Tebaldo di Traves     |  |  |       |  |  |                          |  |  |                    |  |
|                         |                        | Alice di Traves       | Tebaldo di Traves     |  |  |       |  |  |                          |  |  |                    |  |
|                         |                        | Alice di Traves       | …                     |  |  |       |  |  |                          |  |  |                    |  |
| Stefano III di Auxonne  |                        | Alice di Traves       |                       |  |  |       |  |  |                          |  |  |                    |  |
|                         |                        | Mattia I di Lorena    | Simone I di Lorena    |  |  |       |  |  |                          |  |  |                    |  |
|                         |                        | Mattia I di Lorena    | Simone I di Lorena    |  |  |       |  |  |                          |  |  |                    |  |
|                         |                        | Mattia I di Lorena    | Adelaide di Lovanio   |  |  |       |  |  |                          |  |  |                    |  |
| Giuditta di Lorena      |                        | Mattia I di Lorena    |                       |  |  |       |  |  |                          |  |  |                    |  |
|                         |                        | Berta di Hohenstaufen | Federico II di Svevia |  |  |       |  |  |                          |  |  |                    |  |
|                         |                        | Berta di Hohenstaufen | Federico II di Svevia |  |  |       |  |  |                          |  |  |                    |  |
|                         |                        | Berta di Hohenstaufen | Giuditta di Baviera   |  |  |       |  |  |                          |  |  |                    |  |
| Giovanni d'Auxonne      |                        | Berta di Hohenstaufen |                       |  |  |       |  |  |                          |  |  |                    |  |
|                         | Guglielmo II di Chalon | Guglielmo I di Chalon |                       |  |  |       |  |  |                          |  |  |                    |  |
|                         | Guglielmo II di Chalon | Guglielmo I di Chalon |                       |  |  |       |  |  |                          |  |  |                    |  |
|                         | Guglielmo II di Chalon | …                     |                       |  |  |       |  |  |                          |  |  |                    |  |
| Guglielmo III di Chalon | Guglielmo II di Chalon |                       |                       |  |  |       |  |  |                          |  |  |                    |  |
|                         |                        | …                     | …                     |  |  |       |  |  |                          |  |  |                    |  |
|                         |                        | …                     | …                     |  |  |       |  |  |                          |  |  |                    |  |
|                         |                        | …                     | …                     |  |  |       |  |  |                          |  |  |                    |  |
| Beatrice di Chalon      |                        | …                     |                       |  |  |       |  |  |                          |  |  |                    |  |
|                         |                        | …                     | …                     |  |  |       |  |  |                          |  |  |                    |  |
|                         |                        | …                     | …                     |  |  |       |  |  |                          |  |  |                    |  |
|                         |                        | …                     | …                     |  |  |       |  |  |                          |  |  |                    |  |
| …                       |                        | …                     |                       |  |  |       |  |  |                          |  |  |                    |  |
|                         |                        | …                     | …                     |  |  |       |  |  |                          |  |  |                    |  |
|                         |                        | …                     | …                     |  |  |       |  |  |                          |  |  |                    |  |
|                         |                        | …                     | …                     |  |  |       |  |  |                          |  |  |                    |  |
|                         |                        | …                     |                       |  |  |       |  |  |                          |  |  |                    |  |

### Fonti primarie
- (LA)  Recueil des Chartes de Cluny, tomus 6.
- (FR)  Histoire civile et ecclésiastique, ancienne et moderne de la ville et cité de Chalon.
- (LA)  Histoire généalogique des sires de Salins au comté de Bourgogne. Tome 1.
- (LA)  Monumenta Germaniae Historica, Scriptores, tomus XXIII.
- (LA)  (FR)  André Duchesne, Histoire généalogique de la maison de Vergy.
- (LA)  Essai historique sur l'abbaye de Saint-Martin d'Autun de l'ordre de Saint-Benoît. vol. 2.
- (LA)  (FR)  Lettre touchant Béatrix comtesse de Chalon.
- (FR)  Histoire généalogique et chronologique de la maison royale de France, Tome 1.
- (FR)  Cartulaire de Hugues de Chalon (1220-1319).
- (FR)  Mémoires et documents inédits pour servir à l'histoire de la Franche-Comté.
- (FR)  Histoire généalogique de la royale maison de Savoie, justifiée par titres, ... par Guichenon, Samuel

### Letteratura storiografica
- René Poupardin, I regni carolingi (840-918), in «Storia del mondo medievale», vol. II, 1979, pp. 583–635
- Louis Halphen, Il regno di Borgogna, in «Storia del mondo medievale», vol. II, 1979, pp. 807–821
- (FR)  Histoire de Chalon-sur-Saône.
- (FR)  Histoire de Chalon-sur-Saône du VIIIème au XIIIème.
- (FR)  André Duchesne, Histoire généalogique de la maison de Vergy, volume 1.
- (FR)  Histoire généalogique des ducs de Bourgogne de la maison de France.
- (FR)  Le Grand dictionnaire historique, Volume 5.